# Zodarion fulvonigrum
Zodarion fulvonigrum är en spindelart som först beskrevs av Simon 1874.  Zodarion fulvonigrum ingår i släktet Zodarion och familjen Zodariidae.
Artens utbredningsområde är Frankrike. Inga underarter finns listade i Catalogue of Life.